# 波多利斯基托夫特雷国家自然公园
波多利斯基托夫特雷国家自然公园（羅馬化：Natsionalnyi pryrodnyi park "Podilski Tovtry"），是烏克蘭一个国家公园，位于乌克兰西南部地区赫梅利尼茨基州的赫梅利尼茨基區和卡緬涅茨-波多利斯基區。它是乌克兰最大的自然保护区。波多利斯基托夫特雷国家自然公园是根据1996年7月27日烏克蘭總統列昂尼德·库奇马發佈的第476/96号法令而建立。